# Trionymus agropyronicola
Trionymus agropyronicola är en insektsart som beskrevs av Tang, in Tang och Li 1988. Trionymus agropyronicola ingår i släktet Trionymus och familjen ullsköldlöss.
Artens utbredningsområde är Mongoliet. Inga underarter finns listade i Catalogue of Life.